# شرادها داس
شرادها داس (به انگلیسی: Shraddha Das) (زاده ۹ مارس ۱۹۸۷) بازیگر هندی است.
از فیلم‌هایی که وی در آن نقش داشته‌است می‌توان به آریا ۲، ناگاوالی، عزیزم، لاهور و به عشق تو قسم می‌خورم اشاره کرد.